# Pueblo Marini
Pueblo Marini é uma comuna do departamento de Castellanos, província de Santa Fé, na Argentina.